# Паредес, Хульета
Хульета Паредес Карвахаль (исп. Julieta Paredes Carvajal; родилась около 1967 года) — боливийская поэтесса, писательница, автор песен, певица, граффити-художница, анархистка и активистка деколониального феминизма. В 2003 году она основала инициативу Mujeres creando comunidad («Женщины, создающие сообщество»).

## Карьера
Хульета Паредес родилась в городе Ла-Пас. В 1992 году она и её тогдашняя партнерша Мария Галиндо основали движение ''Mujeres Creando''. Их с Галиндо отношения закончились в 1998 году, а в 2002 году произошло разделение организации. В 2003 году она инициировала так называемое движение Mujeres creando comunidad, поскольку, как она объяснила в 2008 году, «автономистского и анархистского феминизма уже недостаточно».
Хульета Паредес Карвахаль — автор книги «Hilando fino desde el feminismo comunitario» (2008), в которой рассматривает понятия вроде равенства между женщинами и мужчинами в контексте культуры коренных народов, обозначает свою позицию по отношению к западному феминизму, колониализму и неолиберализму, а также роль тела и сексуальности в освобождении женщин. Она определяет себя как «феминистку-лесбиянку из народа аймара».

## «Общинный феминизм»
Паредес является частью движения под названием «общинный феминизм», основанного на участии женщин и мужчин в сообществах без иерархических отношений между этими категориями, но с равным уровнем политического представительства обеих групп. Паредес утверждает, что эта концепция феминизма отходит от индивидуализма, характерного для современного общества.
Общинный феминизм ставит под сомнение патриархат не только колониальный, но и исходящий от собственной коренной культуры, также являющийся признаком двойных стандартов в отношении женщин. В этом смысле они упрекают индианизм в том, что тот не признаёт существования угнетения женщин. «Народ освобождает нас. Это исторические политические процессы. Я вышла из народа», — завила Паредес в одном из своих выступлений в Мексике в 2016 году. «То, что делает брат Моралес, далеко от чуда, но это лучшее, что у нас есть сейчас в истории нашего города». Революции не совершаются правительствами, говорит Паредес, поэтому надо находиться в процессе перемен с социальными движениями.
«Белые (Blanquitas, blancos) для нас — это не те люди, у которых светлая кожа, а те, кто принимает привилегии патриархальной, колониальной и расистской системы из-за чистоты кожи; это же касается и наших братьев-мужчин — не потому что они мужчины, а потому что принимают эти привилегии, пользуются ими и не борются с ними».
Однако её борьба направлена не только на эмансипацию сугубо женщин коренных народов или принадлежащих к определённым социальным классам, но на равенство всех женщин вообще. Этот процесс должен происходить через рост политического сознания женщин и общества в целом.